# Barapasaurus
Barapasaurus is een monotypisch geslacht van uitgestorven sauropoden dat leefde in India tijdens het Vroeg Jura.

## Vondst en naamgeving
In 1958 werden sauropode beenderen ontdekt bij het dorpje Pochampalli in de deelstaat Maharashtra in India. In 1961 vonden uitgebreide opgravingen plaats waarbij zo'n driehonderd botten geborgen werden van minstens zes verschillende individuen waaronder jongen op een oppervlakte van tweehonderdzesenzeventig vierkante meter. Daarna werden nog eens vier vindplaatsen van sauropode resten ontdekt, bij Krisjnapoer (1961-1962), Metpalli, Lingal en Jamanapalli.
De typesoort Barapasaurus tagorei werd in 1975 benoemd en beschreven door Sohan Lal Jain, Tharavat S. Kutty, Tapan Roy Chowdhury en Sankar Chatterjee. De geslachtsnaam betekent letterlijk: 'grote pootreptiel' (van bara, 'groot' en pa, 'been' in het Hindi), een verwijzing naar het in 1961 gevonden, honderdzeventig centimeter lange dijbeen. De soortaanduiding eert de grote Indiase dichter Rabindranath Tagore, die precies een eeuw voordat het dijbeen gevonden werd, is geboren. 
Het holotype ISI R.50 is gevonden in een laag van de Kotaformatie, uit de tijd van het Sinemurien of het Pliensbachien. Het is daarom een van de oudst bekende Sauropoda in traditionele zin. ISI R.50 bestaat uit een heiligbeen of sacrum, bestaande uit vier vergroeide sacrale wervels. Verder waren in 1975 het bekken bekend, delen van de ledematen en losse tanden. De in 1975 toegewezen specimina betreffen ISRI 51 en ISRI 52: darmbeenderen; ISRI 53 en ISRI 54: zitbeenderen; ISRI 55, ISRI 56 en ISRI 57: schaambeenderen; en ISRI 61, ISRI 62, ISRI 63 en ISRI77: stukken scheenbeen. Het grootste deel van het materiaal bleef dus in 1975 onbeschreven. Wel werd gemeld dat er zich geen schedels onder bevonden. In 1975 werd aangekondigd dat binnen enkele maanden een gedetailleerde beschrijving zou volgen. Die bleef echter uit tot 1979 en was ook toen nog erg beperkt. In 2010 werd een moderne beschrijving gegeven. Daarbij werden grote aantallen beenderen toegewezen, waaronder wervels uit de nek, rug en staart en delen van de schoudergordel en voorpoten.

## Beschrijving

### Grootte en onderscheidende kenmerken
Barapasaurus had een relatief slank lichaam en, als een sauropode, een lange hals. In 2010 schatte Gregory S. Paul de lichaamslengte op twaalf meter, het gewicht op zeven ton. Het langste gevonden dijbeen heeft een lengte van 1365 millimeter.
In 2010 werd één autapomorfie, unieke afgeleide eigenschap, vastgesteld. Het ruggenmergkanaal heeft bij de middelste ruggenwervels in de wervelboog een spleetvormige opening.

### Skelet

#### Tanden
De schedel is onbekend maar wel zijn in de formatie losse lepelvormige tanden aangetroffen van een sauropode. Met zulke tanden werden naalden van hoge naaldbomen afgeschraapt. Ermee kauwen is onmogelijk, daarom slikten sauropoden wellicht stenen in om te dienen als maagstenen of gastrolieten. De tanden hebben een gezwollen basis en lengtegroeven aan de voorste buitenzijde en achterste binnenzijde. De achterste snijrand is bezet met drie grove bultjes of vertandingen die onder een hoek van zestig tot zeventig graden omhoog steken. De langste gevonden tand heeft een lengte van achtenvijftig millimeter inclusief wortel. Het email is licht gerimpeld zoals bij de meeste basale sauropoden.

#### Postcrania
De precieze indeling van de wervelkolom is onduidelijk. In 2010 schatte men, mede door een vergelijking met andere basale sauropoden, dat er twaalf halswervels waren en veertien ruggenwervels. Het holotype laat een aantal van vier sacrale wervels zien. Men meende een drieënveertigste staartwervel gevonden te hebben. 
De nek is relatief kort hoewel de halswervels langwerpig zijn. De halswervels en voorste ruggenwervels zijn sterk opisthocoel, bol van voren en hol van achteren. Verderop in de reeks worden voorste gewrichtsfacetten plat. De wervels van de nek en voorste rug zijn massief, zonder luchtholten in de centra, een basaal kenmerk. De halswervels hebben een zwakke dubbele kiel aan de onderzijde. De zijuitsteeksels staan laag en tamelijk vooraan en hebben een dubbele richel op de onderzijde naar het wervellichaam lopen. Bij de achterste halswervels loopt er een dwarsrichel tussen de bases van de voorste gewrichtsuitsteeksels, boven de opening van het ruggenmergkanaal. De voorste gewrichtsuitsteeksels zijn vrij hoog gericht en hebben ronde facetten, een richel naar het doornuitsteeksel, een richel naar het wervellichaam en een richel naar het zijuitsteeksel. De doornuitsteeksels op de wervels zijn enkelvoudig.
De voorste ruggenwervels hebben twee zwakke kielen. De ruggenwervels zijn massief maar hebben wel diepe pneumatische uithollingen op de zijde die wegens het ontbreken van een opening als toegang voor de diverticula van de luchtzakken echter geen pleurocoelen mogen heten. De wervels van de rug hebben een volledige standaardverzameling van richels. De middelste en achterste ruggenwervels tonen een goed ontwikkeld hyposfeen-hypantrum-complex van secundaire gewrichtsuitsteeksels. De doornuitsteeksels van de ruggenwervels zijn van voor naar achter smal maar overdwars breed. De doornuitsteeksels van de middelste en achterste ruggenwervels hebben op de zijkant verticale richels lopen, een naar het zijuitsteeksel en een naar het achterste gewrichtsuitsteeksel. Bij de middelste ruggenwervels is de opening van het ruggenmergkanaal bovenaan een nauwe spleet maar het kanaal vormt in de wervelboog een grote uitholling.
Het sacrum van het holotype heeft een lengte van zevenhonderdvijf millimeter. De vier sacrale wervels van het heiligbeen zijn amfiplat: aan beide zijden van het centrum afgevlakt. Hun doorsnede heeft overlangs het profiel van een zandloper door een insnoering. Hun doornuitsteeksels zijn hoger dan die van de rug of staart maar zeer beperkt van hoogte vergeleken met veel andere sauropoden, ook basale. De sacrale ribben vormen een juk waarbij ze nauw opeen staan. Deze ribben zijn vrij hoog; de vierde rib zelfs hoger dan zijn wervellichaam. 
De staartbasis buigt iets naar beneden maar voor de rest steekt de staart opvallend recht naar achteren uit. De staartwervels zijn amficoel: aan beide zijden hol. Ook zij missen pleurocoelen maar hebben nog wel uithollingen op de zijkant. Ze hebben een gladde, licht bolle, onderkant. De eerste staartwervel heeft vergrote zijuitsteeksels en zou ook een sacrocaudaal genoemd kunnen worden, zij het dat er geen aanwijzingen zijn dat er een vergroeiing was met de darmbeenderen. De voorste staartwervels zijn korter dan breed. De achterste staartwervels zijn spoelvormig verlengd met naar achteren gerichte doornuitsteeksels. Er is geen spoor van een staartknuppeltje maar de doornuitsteeksels zijn aan de staartpunt wel staafvormig en overlappen de achterliggende wervel. Wellicht dat het zo verstijfde gedeelte van de staart zo als wapen diende. De chevrons zijn vooraan Y-vormig in vooraanzicht, zonder bovenste overbrugging. De middelste chevrons Zijn V-vormig met overbrugging. De achterste zijn sledevormig en eindigen onderaan in een vergroeide naar voren en achteren gerichte puntige tak.
De ledematen zijn volgens de studie uit 2010 vrij elegant gebouwd. Dat kan echter beïnvloed zijn door het bestuderen van de skeletopstelling in het Indian Statistical Institute die een composiet is van meerdere individuen, waarbij de poten wellicht wat te lang uitgevallen zijn ten opzichte van de romp — tegen dat laatste spreekt echter dat de dijbeenderen in de opstelling van een jong dier lijken te zijn. In de opstelling ligt het schouderblad vrijwel horizontaal: in het echt zal dat veel schuiner geweest zijn. Het schouderblad is lang en smal met een geringe verbreding aan de bovenzijde. De processus acromialis is tamelijk hoog maar niet ver naar voren uitstekend. Het ravensbeksbeen is afgerond en doorboord door een klein foramen coracoideum.
De voorpoot is lang en wijst duidelijk op een viervoetige gang. De voorpoot is echter korter dan de achterpoot. Opperarmbeen en ellepijp bereiken in het opgestelde skelet 83,1 procent van de lengte van dijbeen en scheenbeen samen. Dat betekent niet dat de romp vooraan schuin naar beneden stond want de arm articuleerde met het schoudergewricht dat veel lager gelegen was dan het heupgewricht. De rug liep min of meer recht. Het opperarmbeen heeft 78,5 procent van de lengte van het dijbeen. Het spaakbeen van de onderarm heeft weer zeventig procent van de lengte van het opperarmbeen. Het opperarmbeen is langwerpig. De deltopectorale kam beslaat de bovenste dertig procent van de lengte en is laag en afgerond. Ook de ellepijp is slank. Het ondervlak van het nog slankere spaakbeen is rond. De voorpoot rustte vermoedelijk verticaal op de middenhandsbeenderen. De formule van de vingerkootjes is onbekend. De skeletopstelling laat lange platte vingers zien maar die berusten op fantasie. De hand draagt een grote duimklauw die zijwaarts kon uitsteken. 
Het bekken is relatief smal en waaiert niet naar voren uit. Barapasaurus had kennelijk geen enorme buikholte en de romp was vermoedelijk smal en hoog. Het darmbeen is relatief hoog met een bol bovenprofiel. Bij het darmbeen steekt het voorblad naar voren in een afhangende punt, zoals bij de meeste basale sauropoden. De binnenwand van het heupgewricht is tamelijk hoog. Schaambeen en zitbeen zijn relatief kort en van ongeveer dezelfde lengte; in 1975 werd nog gedacht dat het zitbeen langer was. Het schaambeen wordt bovenaan doorboord door een groot foramen obturatum. Het beenschort tussen de schachten van de schaambeenderen loopt over de volle lengte door, een nauwe en gesloten onderkant van het voorste bekken vormend. Onderaan eindigt het schaambeen in een knuppelvormige 'voet'. De gepaarde voeten zijn verenigd tot een naar achteren openende trog. Het zitbeen, onder een hoek van vijfenveertig graden naar achteren uitstekend, is slank en recht en aan het onderste uiteinde maar weinig verbreed met een nauw raakvlak tussen de zitbeenpunten.
Het dijbeen is slank en recht. De bolvormige dijbeenkop maakt een rechte hoek met de schacht. Er is geen aparte trochanter minor zichtbaar. De vierde trochanter is puntig en afhangend. De binnenste onderste gewrichtsknobbel is groter dan de buitenste. Het scheenbeen is kort en robuust met een flink naar voren stekende crista cnemialis aan de bovenkant. Het kuitbeen is slank. Het sprongbeen heeft een hoge opgaande tak en een uitholling aan de binnenzijde. Het ernaast gelegen hielbeen is rechthoekig maar van boven bezien trapeziumvormig. Aan de achterste onderzijde loopt een smalle dwarsrichel die de bevestiging kan zijn geweest voor een hielkussen.
De middenvoetsbeenderen zijn vrij lang. Het eerste middenvoetsbeen is wat korter en is vijfenvijftig graden naar binnen gewrongen, dat wil zeggen: richting de middenlijn van het lichaam, van het tweede middenvoetsbeen af. Dat zou betekenen dat Barapasaurus al het systeem van latere sauropoden heeft waarbij de binnenste voetklauwen juist naar buiten gebogen zijn om meer greep op de grond te bieden bij de afzet van de voet. Aangenomen is dat de achterpoot bij die afzet dan een abductie toonde, een lichte zijwaartse bewegingscomponent, recht op de punten van de voetklauwen die zo meer wrijving en dus houvast opleverden. Het eerste middenvoetsbeen heeft echter wel een scharniergewricht, wat een zijdelingse beweging van de eerste teen beperkt zal hebben. De formule van de teenkootjes is onbekend.

## Fylogenie
Barapasaurus bevindt zich basaal in de Sauropoda en is een van de oudste bekende leden van deze groep. In 1975 werd hij niet in een familie geplaatst. Soms wordt hij toegewezen aan de Vulcanodontidae maar dat is vermoedelijk een onnatuurlijke parafyletische groep, een verzameling van niet speciaal verwante basale sauropoden. 